# Чемпионат мира по академической гребле 1990
20-й чемпионат мира по академической гребле прошёл с 29 октября по 4 ноября 1990 года на озере Баррингтон близ города Девонпорт на острове Тасмания (Австралия).

## Медалисты

### Мужчины
| Дисциплина                | Золото | Золото  | Серебро | Серебро | Бронза | Бронза  |
| ------------------------- | --- | ------- | --- | ------- | --- | ------- |
| Одиночки M1x              | Юри Яансон СССР | 7:22,15 | Вацлав Халупа Чехословакия | 7:26,98 | Эрик Вердонк Новая Зеландия | 7:31,70 |
| Двойки парные M2x         | Австрия · Арнольд Йонке · Кристоф Цербст | 6:56,37 | ГДР · Томас Ланге · Штефан Ульрих | 6:57,08 | Австралия · Питер Энтони · Пол Риди | 7:04,49 |
| Двойки без рулевых M2-    | ГДР · Томас Юнг · Уве Келльнер | 7:07,91 | СССР · Николай Пименов · Юрий Пименов | 7:10,20 | Великобритания · Мэттью Пинсент · Стивен Редгрейв                                                                                                  | 7:12,38 |
| Двойки с рулевыми M2+     | Италия · Кармине Аббаньяле · Джузеппе Аббаньяле · Джузеппе Ди Капуа (рул) | 6:48,30 | Испания · Хосе Бугарин · Ибон Урбьета · Габриэль Марко (рул)                                                                                                  | 6:50,52 | Югославия · Милан Янша · Роберт Крашовец · Роберт Эржен (рул)                                                                                      | 6:51,84 |
| Четвёрки парные M4x       | СССР · Валерий Досенко · Сергей Кинякин · Николай Чуприна · Гирт Вилкс | 5:40,44 | Швейцария Ули Боденман Марк-Свен Натер Александер Рюкштуль Беат Шверцман                                                                                      | 5:41,81 | Италия · Алессандро Корона · Джанлука Фарина · Массимо Парадизо · Филиппо Соффичи                                                                  | 5:42,18 |
| Четвёрки без рулевых M4-  | Австралия · Николас Грин · Майкл Маккей · Сэмюэл Паттен · Джеймс Томкинс | 5:52,20 | Нидерланды · Нилс ван дер Зван · Яп Крейтенбург · Бартоломеус Петерс · Свен Шварц                                                                             | 5:53,41 | ГДР · Ральф Брудель · Олаф Фёрстер · Томас Грайнер · Йенс Людеке                                                                                   | 5:54,71 |
| Четвёрки с рулевыми M4+   | ГДР · Бернд Айхвурцель · Марио Грюссель · Детлеф Кирхгоф · Штефан Шульц · Хендрик Райхер (рул)                                                                               | 6:46,73 | ФРГ Вольфганг Клафек Штефан Шольц Ансгар Весслинг Фолькер Циммерман Томас Альт (рул)                                                                          | 6:48,03 | СССР · Игорь Бортницкий · Сигитас Кучинскас · Йонас Нармонтас · Владимир Романишин · Пётр Петринич (рул)                                           | 6:49,40 |
| Восьмёрки M8+             | ФРГ Роланд Бар Дирк Бальстер Франк Дитрих Кристоф Корте Франк Рихтер Мартин Штеффес Маттиас Унгемах Армин Вайраух Манфред Кляйн (рул)                                        | 5:26,62 | Канада · Даррен Барбер · Эндрю Кросби · Роберт Марленд · Дерек Портер · Майкл Рашер · Брюс Робертсон · Брайан Сондерсон · Джон Уоллес · Терренс Пол (рул)     | 5:27,57 | ГДР · Томас Бенш · Андре Хахе · Франк Павловски · Михаэль Петер · Роланд Шрёдер · Ханс Зенневальд · Томас Воддов · Луц Тиде · Петер Тиде (рул)     | 5:29,88 |
| Лёгкий вес                | |         | |         | |         |
| Одиночки LM1x             | Франс Гёбель Нидерланды | 7:21,24 | Вим ван Беллегем Бельгия | 7:22,49 | Пер Сетерсдал Норвегия | 7:28,80 |
| Двойки парные LM2x        | США · Роберт Дреер · Стивен Питерсон | 7:46,15 | ФРГ Карстен Крюгер Петер Мюллер | 7:46,38 | Австрия · Вальтер Рантаза · Кристоф Шмёльцер | 7:46,88 |
| Четвёрки парные LM4x      | Италия · Франческо Эспозито · Массимо Лана · Паоло Питтино · Массимо Гульельми                                                                                               | 5:46,38 | Франция · Брюно Буше · Бруно Лебеда · Лоран Поршье · Тьерри Рено                                                                                              | 5:48,58 | Австралия · Саймон Бёрджес · Брюс Хик · Гэри Лайна · Стивен Хокинс                                                                                 | 5:48,72 |
| Четвёрки без рулевых LM4- | ФРГ Клаус Альтена Михаэль Бухгайт Штефан Фариг Бернд Стромпоровски | 7:03,68 | Франция · Стефан Герино · Лоран Иразуста · Бенуа Массон · Жозе Оярсабаль                                                                                      | 7:05,57 | Нидерланды · Франк Герритсе · Пим Лакен · Марк Эмке · Хан де Регт                                                                                  | 7:05,84 |
| Восьмёрки LM8+            | Италия · Энрико Барбаранелли · Франко Фалосси · Карло Гадди · Фабрицио Раньери · Фабрицио Равази · Андреа Ре · Роберто Романини · Альфредо Стриани · Джузеппе Ламберти (рул) | 5:35,03 | Дания · Свенд Блицков · Петер Мадсен · Флемминг Мейер · Вагн Нильсен · Хеннинг Нильсен · Ларс Расмуссен · Ханс Сёренсен · Бо Вестергор · Стефан Мастерс (рул) | 5:36,98 | Великобритания · Кристофер Бейтс · Мариш Чмиль · Питер Хэйнинг · Тоби Хессиан · Томас Кей · Карл Смит · Нил Стэйт · Стивен Райт · Джон Дикин (рул) | 5:37,75 |

### Женщины
| Дисциплина              | Золото | Золото  | Серебро | Серебро | Бронза | Бронза  |
| ----------------------- | --- | ------- | --- | ------- | --- | ------- |
| Одиночки W1x            | Биргит Петер ГДР | 7:24,10 | Силкен Лауман Канада | 7:27,08 | Титие Йордаке ФРГ | 7:30,03 |
| Двойки парные W2x       | ГДР · Катрин Борон · Беате Шрамм | 8:18,63 | СССР · Инна Фролова · Татьяна Устюжанина | 8:23,46 | США · Кристин Карлсон · Элисон Таунли | 8:29,35 |
| Двойки распашные W2-    | ФРГ Штефани Верремайер Ингебург Альтхофф | 8:28,37 | США · Стефани Максвелл · Анна Ситон | 8:41,62 | ГДР · Ина Юст · Бирте Зих | 8:44,59 |
| Четвёрки парные W4x     | ГДР · Керстин Кёппен · Клаудия Крюгер · Сибилле Шмидт · Яна Зоргерс                                                                                              | 6:14,08 | СССР · Елена Хлопцева · Светлана Мазий · Мария Омельянович · Сария Закирова                                                                   | 6:20,25 | Чехословакия · Гана Кафкова · Ива Микулова · Мартина Шефчикова · Ирена Соукупова                                                                         | 6:22,33 |
| Четвёрки распашные W4-  | Румыния · Дойна Шнеп · Юлия Бобейкэ · Марьоара Куреля · Дойна Робу                                                                                               | 7:51,68 | ФРГ Сильвия Дёрдельман Майке Холлендер Габриэле Мель Керстин Петерсман                                                                        | 7:52,45 | ГДР · Янетте Барт · Антье Франк · Катрин Хаккер · Юдит Цайдлер                                                                                           | 7:56,54 |
| Восьмёрки W8+           | Румыния · Дойна Шнеп · Юлия Бобейкэ · Констанца Пипотэ · Вероника Кокеля · Марьоара Куреля · Анишоара Опря · Марьоара Попеску · Дойна Робу · Елена Неделку (рул) | 5:59,26 | США · Шела Донохью · Синтия Эккерт · Сара Генглер · Келли Джонс · Стефани Максвелл · Трейси Руд · Анна Ситон · Кэтрин Янг · Ясмин Фарук (рул) | 6:01,67 | ГДР · Рамона Франц · Кристиане Харцендорф · Аннетте Хон · Микаэла Шмидт · Уте Вагнер · Аннегрет Штраух · Уте Вильд · Хайке Винклер · Ивонне Иллинг (рул) | 6:03,18 |
| Лёгкий вес              | |         | |         | |         |
| Одиночки LW1x           | Метте Блох Дания | 8:12,64 | Лаурин Вермульст Нидерланды | 8:14,58 | Рита Дефо Бельгия | 8:21,20 |
| Двойки парные LW2x      | Дания · Улла Йенсен · Регице Сиггор | 6:57,96 | США · Холли Брунков · Линдси Бёрнс | 7:03,24 | Канада · Бренда Колби · Венди Уибе | 7:03,30 |
| Четвёрки распашные LW4- | Канада · Рейчел Старр · Джиллиан Блуа · Дайана Синниг · Коллин Миллер                                                                                            | 6:38,40 | Австралия · Аманда Кросс · Памела Вестендорф · Салли Нинхэм · Ребекка Джойс                                                                   | 6:40,32 | Китай · Лян Саньмэй · Линь Чжиай · Цзэн Мэйлань · Чжан Хуацзе                                                                                            | 6:42,30 |

## Командный зачёт

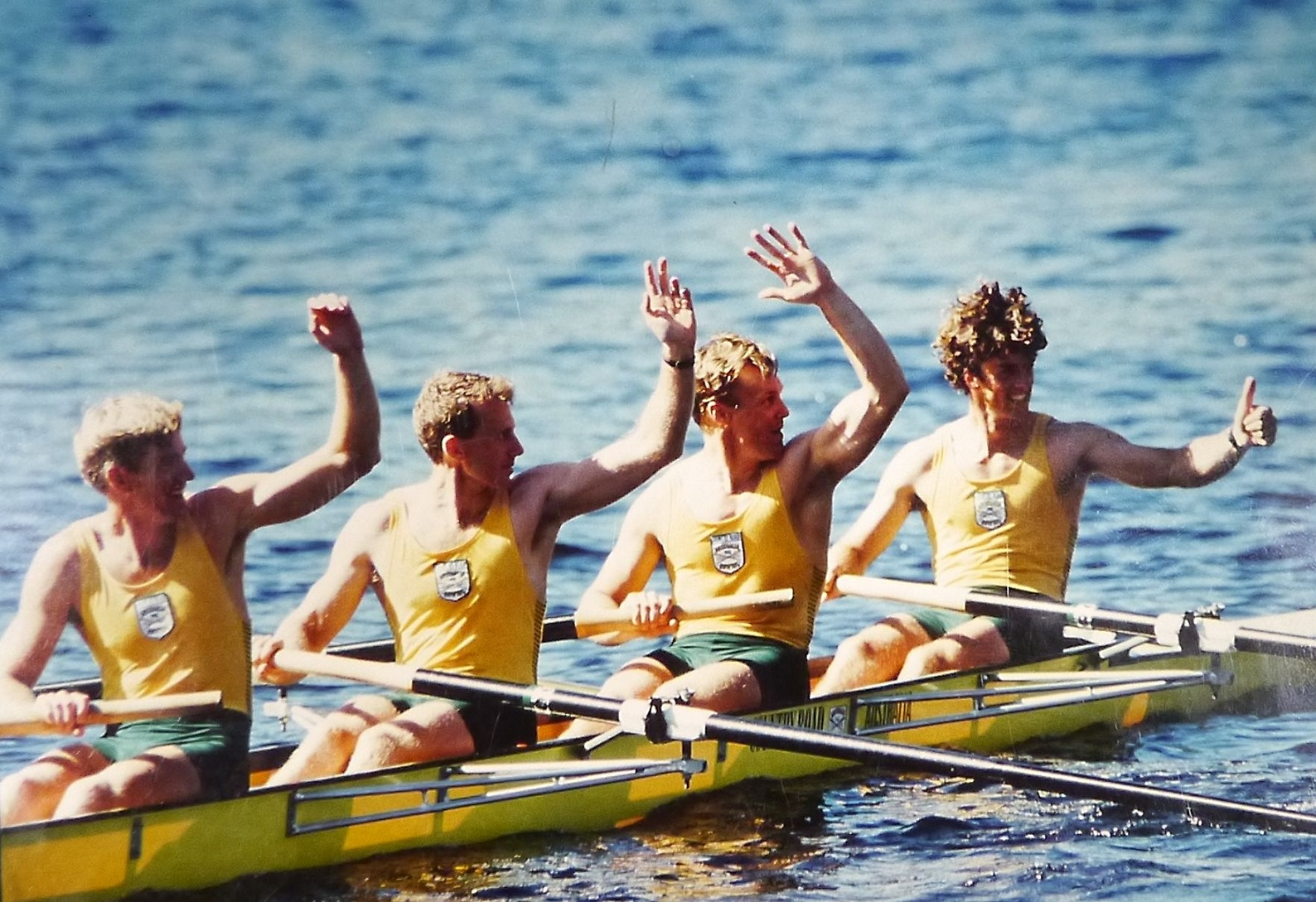
Австралийские гребцы, победившие в классе четвёрок без рулевых

| Место | Страна         | Золото | Серебро | Бронза | Всего |
| ----- | -------------- | ------ | ------- | ------ | ----- |
| 1     | ГДР            | 5      | 1       | 5      | 11    |
| 2     | ФРГ            | 3      | 3       | 1      | 7     |
| 3     | Италия         | 3      | 0       | 1      | 4     |
| 4     | СССР           | 2      | 3       | 1      | 6     |
| 5     | Дания          | 2      | 1       | 0      | 3     |
| 6     | Румыния        | 2      | 0       | 0      | 2     |
| 7     | США            | 1      | 3       | 1      | 5     |
| 8     | Канада         | 1      | 2       | 1      | 4     |
| 8     | Нидерланды     | 1      | 2       | 1      | 4     |
| 10    | Австралия      | 1      | 1       | 2      | 4     |
| 11    | Австрия        | 1      | 0       | 1      | 2     |
| 12    | Франция        | 0      | 2       | 0      | 2     |
| 13    | Бельгия        | 0      | 1       | 1      | 2     |
| 13    | Чехословакия   | 0      | 1       | 1      | 2     |
| 15    | Испания        | 0      | 1       | 0      | 1     |
| 15    | Швейцария      | 0      | 1       | 0      | 1     |
| 17    | Великобритания | 0      | 0       | 2      | 2     |
| 18    | Китай          | 0      | 0       | 1      | 1     |
| 18    | Новая Зеландия | 0      | 0       | 1      | 1     |
| 18    | Норвегия       | 0      | 0       | 1      | 1     |
| 18    | Югославия      | 0      | 0       | 1      | 1     |
| Всего | Всего          | 22     | 22      | 22     | 66    |

 Страна — хозяйка соревнований